# Alice Pike Barney

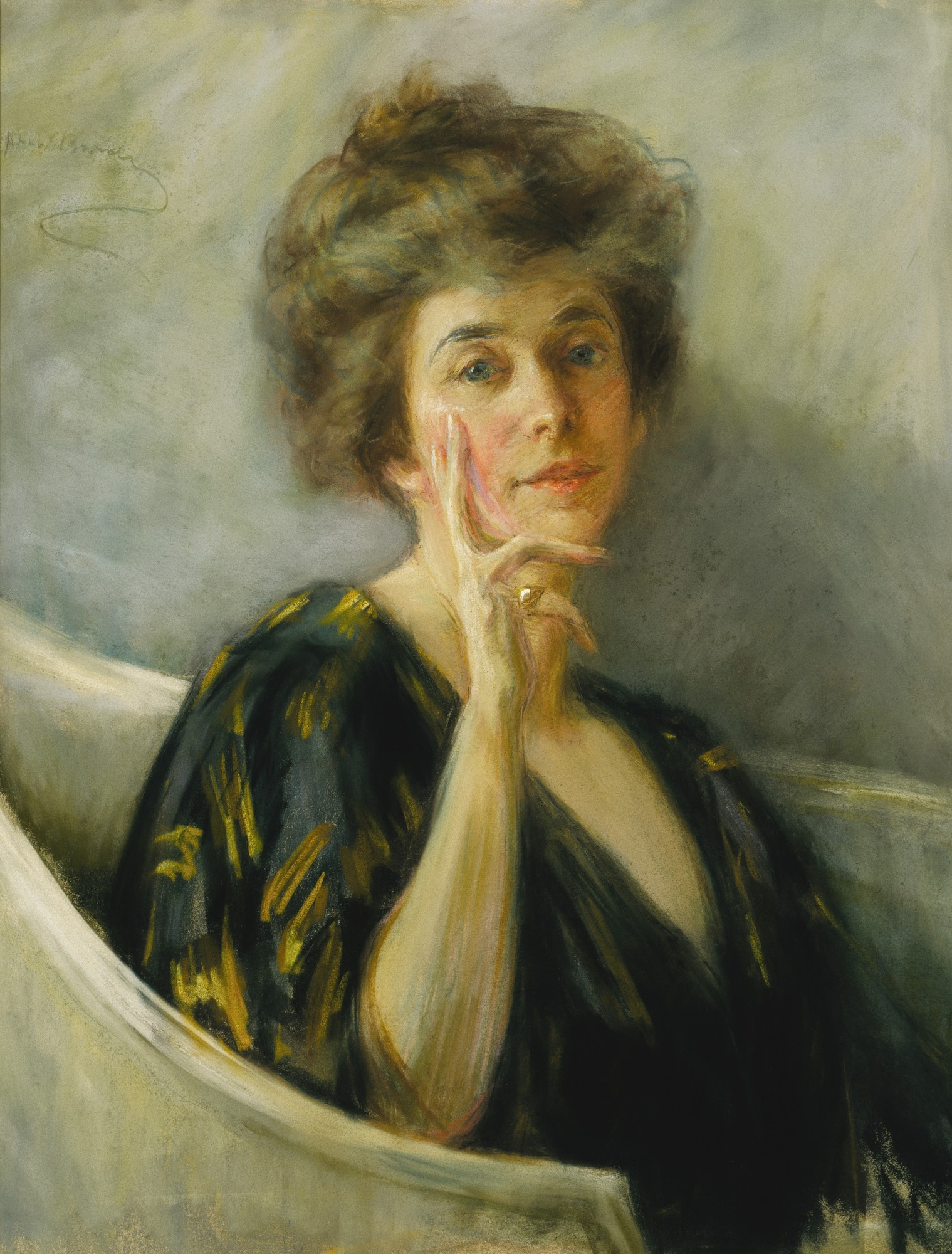
Selbstporträt von Alice Pike Barney, 1895

Alice Pike Barney (* 14. Januar 1857 in Cincinnati, Ohio als Alice Pike; † 16. Juli 1931 in Los Angeles, Kalifornien) war eine US-amerikanische Malerin, Mäzenin und Salonnière.

## Leben
Alice war die jüngste Tochter von Samuel Napthali Pike, der sein Vermögen als Hersteller von Whiskey (Magnolia Brand Whiskey) verdiente und ein großer Kunst-Mäzen war, unter anderem ließ er in Cincinnati das Pike’s Opera House erbauen. Im Jahr 1866 zog die Familie nach New York. Alice war von den vier Kindern die einzige, die das künstlerische Interesse ihres Vaters teilte und zeigte schon früh ein Talent für Gesang und dem Klavierspiel.

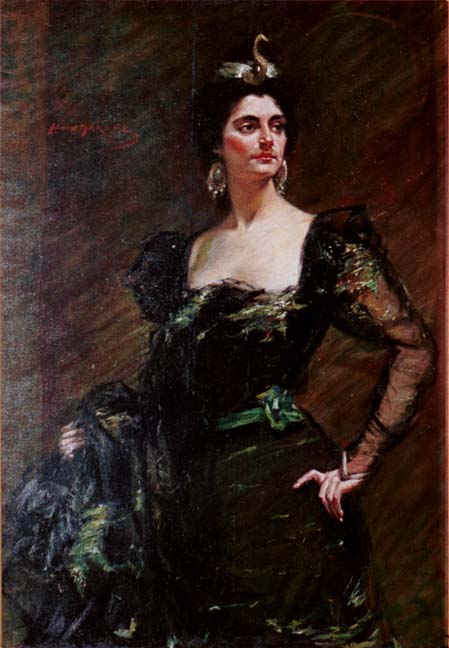
Selbstporträt von Alice Pike Barney

Im Jahre 1874 verlobte sich Alice Pike mit dem berühmten Afrikaforscher Henry Morton Stanley (1841–1904), der kurz darauf zu seiner Zweiten Afrikaexpedition (1874–1877) aufbrach und sein Expeditionsschiff Lady Alice nach ihr benannte. Während seiner Abwesenheit heiratete sie 1876 in New York Albert Clifford Barney (1855–1902), den Sohn eines wohlhabenden Eisenbahnbesitzer aus Dayton, Ohio. Aus der Ehe gingen zwei Töchter, Natalie (1876–1972) und Laura (1879–1974), hervor. Im Jahr 1882 verbrachte die Familie Barney den Sommer im New Yorker Long Beach Hotel, dort lernte Alice Pike Barney den irisch-englischen Schriftsteller Oscar Wilde (1854–1900), der damals auf einer Lesetour war, kennen. Dieser ermutigte sie ihr Talent in der Malerei ernsthaft auszuüben, trotz der Missbilligung ihres Ehemannes.
1887 reiste Alice Pike Barney nach Paris, um näher bei ihren beiden Töchtern zu sein, die in einem französischen Internat erzogen wurden. Das Internat wurde von der Feministin Marie Souvestre, Tochter des berühmten Roman- und Bühnendichters Émile Souvestre, gegründet und sie war leitende Direktorin. In dieser Zeit setzte Alice den Unterricht bei Émile Auguste Carolus-Duran und Claudio Castelucho an der Académie de la Grande Chaumière fort. Als der US-amerikanische Maler James McNeill Whistler die Académie Carmen eröffnete, war sie einer der ersten Kursteilnehmer und wurde von ihm in ihrer Arbeit stark beeinflusst. 1899 gründete sie in ihrem Haus in der Rue Victor Hugo einen Literarischen Salon; dort trafen sich regelmäßig ihre Freunde und Gäste (unter anderem Vertreter des Symbolismus Lucien Lévy-Dhurmer, John White Alexander und Edmond Aman-Jean).

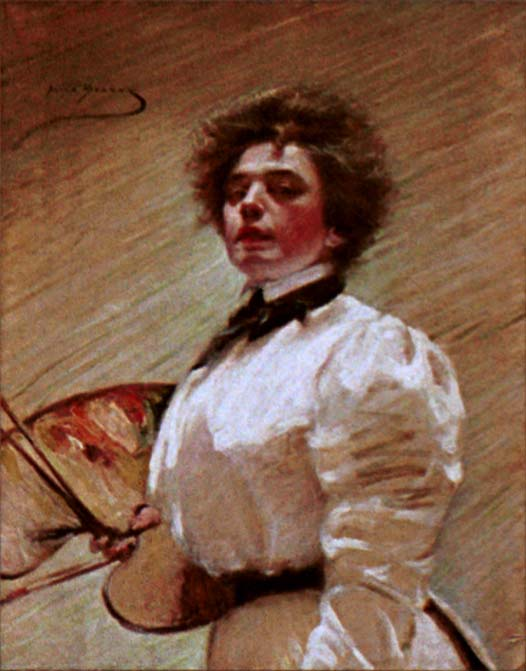
Selbstporträt von Alice Pike Barney

Als ihre Tochter Natalie 1900 ihren ersten französischen Gedichtband Quelques Portraits-Sonnets de Femmes herausbrachte, war es Alice, die ihn illustrierte. Von den vier Frauen, die sie dafür porträtierte, standen drei ohne ihr Wissen zu ihrer damals mutig offenen lesbischen Beziehung (Polyamorie) zu ihrer Tochter. Ihr Ehemann wurde von einem Zeitungsbericht in der Washington Post („selbsterklärte Tochter Sapphos“) alarmiert und reiste sofort nach Paris, um seine Frau und seine Töchter nach Amerika zurückzuholen. Kurze Zeit später erlitt er einen Herzinfarkt, an dem er 1902 starb.
Durch ihre Tochter Laura Clifford Barney lernte Alice Pike Barney die Bahai-Religion kennen und konvertierte kurz nach 1900 dazu. Im Haus der Familie Barney in Washington fanden viele Bahai-Treffen statt. 1903 porträtierte sie in Washington den persischen Bahai-Gelehrten Mirza Abu’l-Fadl, der auf ʿAbdul-Baha's Anregung hin mehrere Jahre lang die US-amerikanische Gemeinde besuchte. Im Frühjahr 1905 blieb sie zusammen mit ihrer Tochter Laura einen Monat bei ʿAbdul-Baha' in Akkon und porträtierte in dieser Zeit den Sohn des Gouverneurs. In den nächsten Jahren hatte Alice Pike Barney mehrere Einzelausstellungen, darunter im Corcoran Gallery of Art und Smithsonian American Art Museum in Washington und förderte auch andere Künstler. Im Jahre 1911 heiratete sie den 23-jährigen Christian Hemmick, was weltweites Aufsehen erregte, und neun Jahre später erfolgte die Scheidung.

## Werke (Auswahl)

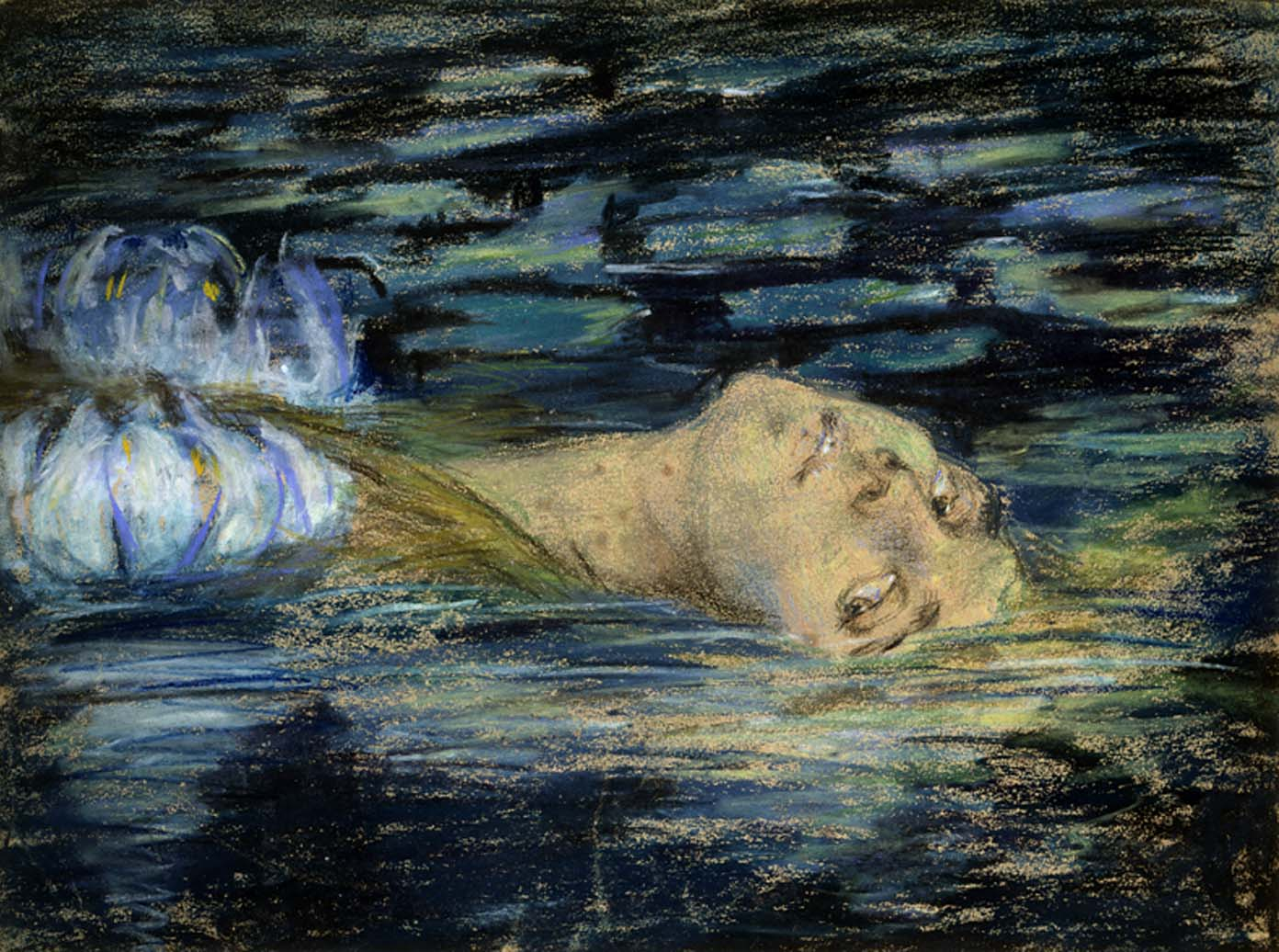
Wasserlilie, 1900
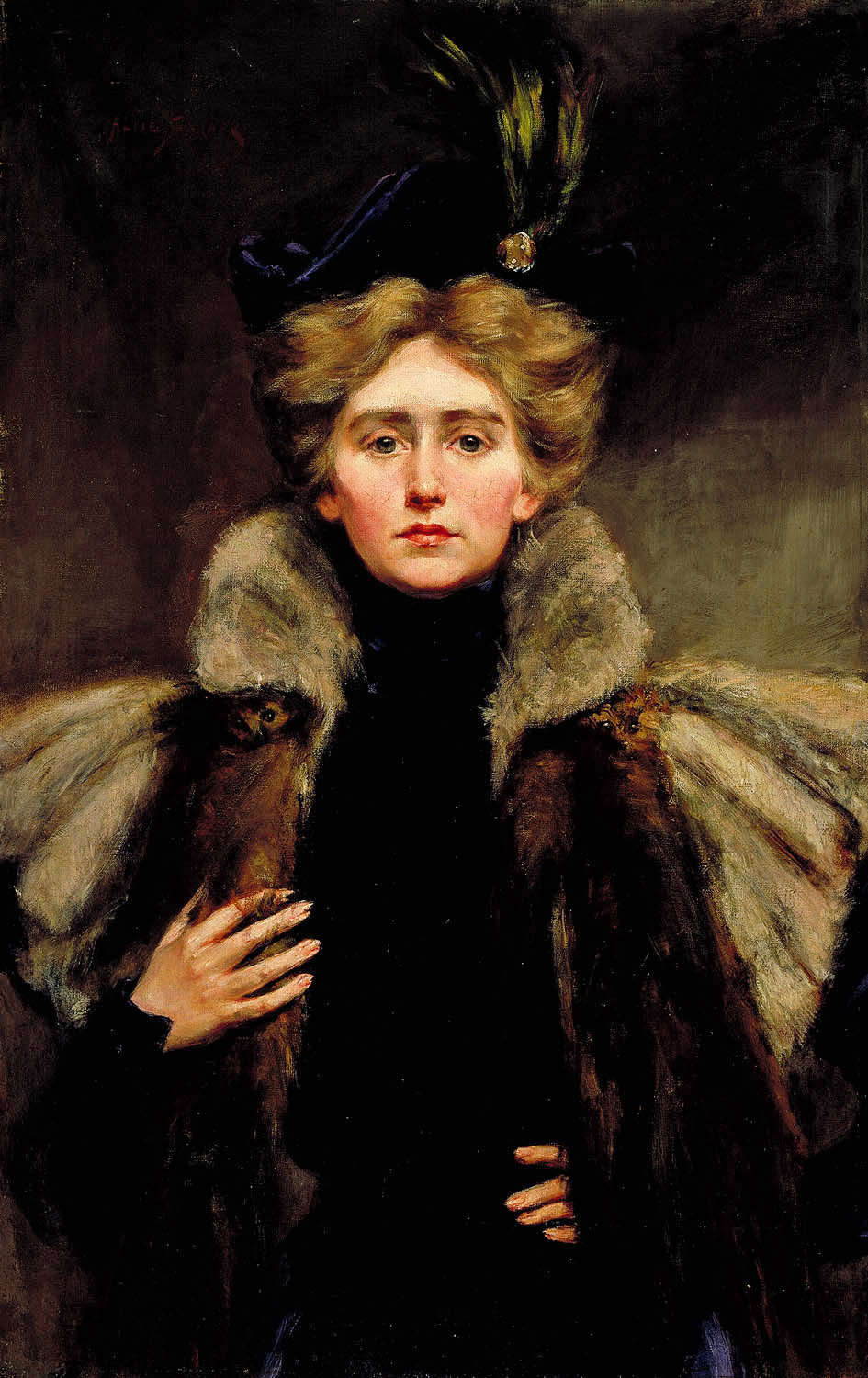
Natalie Clifford Barney, 1896
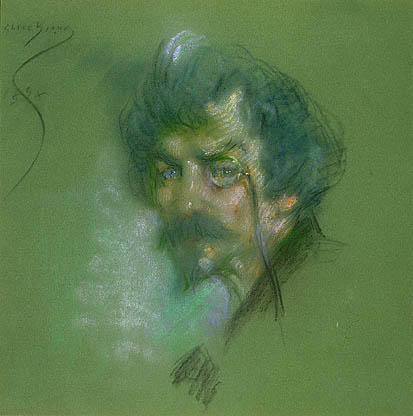
James McNeill Whistler, 1898
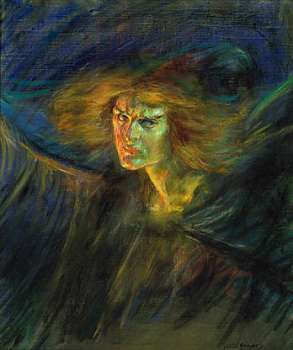
Laura Clifford Barney als Luzifer, 1902